# Antonio Sainz
Antonio Sainz Cenamor (Madrid, España; 10 de diciembre de 1957), conocido también como Toño Sainz, es un piloto español de rally, hermano del también piloto Carlos Sainz y tio de Carlos Sainz Jr. Ha competido en diferentes campeonatos, destacando en el Campeonato de España de Rally Históricos, certamen que ganó en 2010, resultó tercero en 2011 y subcampeón en 2012. En 2024 fue medallista de plata en la tercera edición de los Motorsport Games de la FIA junto a Carlos Cancela. Su principal copiloto es Javier Martínez Cattaneo, con el que lleva años compitiendo.

## Trayectoria
Participa en el campeonato de España de históricos desde su creación en 2007. Fue segundo el primer año por detrás de Jesus Ferreiro, tercero en 2008, quinto en 2009 y campeón en 2010 y en 2011 tercero. También ha participado en pruebas del Campeonato de Europa de Históricos donde finalizó tercero en la temporada 2012 en la categoría 2.
Además de los campeonatos de históricos también participó en pruebas del certamen español sobre asfalto generalmente en el Rally RACE Comunidad de Madrid donde finalizó en la undécima plaza en 2011  y con un abandono en 2012.

### Campeonato de Europa de Rally
| Año  | Equipo        | Vehículo      | 1      | Notas |
| ---- | ------------- | ------------- | ------ | ----- |
| 1984 | RAC de España | Opel Corsa SR | CAT 21 | [ 9 ] |

### Campeonato de España de Rally
| Año  | Equipo                      | Vehículo               | 1       | Posición | Puntos |
| ---- | --------------------------- | ---------------------- | ------- | -------- | ------ |
| 2011 | Escudería Madrid Históricos | Porsche Carrera 911 RS | MAD 11  | ?        | ?      |
| 2012 | Escudería Madrid Históricos | Porsche Carrera 911 RS | MAD Ret | -        | 0      |

### Campeonato de Europa de Rally Históricos
| Año  | Equipo             | Vehículo                    | 1     | 2      | 3      | 4      | 5      | Posición | Puntos | Notas  |
| ---- | ------------------ | --------------------------- | ----- | ------ | ------ | ------ | ------ | -------- | ------ | ------ |
| 2012 | Porsche Carrera RS | Escudería Madrid Históricos | ESP 4 | ITA 10 |        |        |        | 3º       | 51     | [ 10 ] |
| 2012 | Porsche 911        | Escudería Madrid Históricos |       |        | BEL 18 |        |        | 3º       | 51     | [ 10 ] |
| 2012 | Ford Escort MK1    | Escudería Madrid Históricos |       |        |        | EST 16 | FIN 33 | 3º       | 51     | [ 10 ] |

### Campeonato de España de Rally Históricos
| Año  | Equipo                      | Vehículo               | 1     | 2     | 3       | 4     | 5     | 6     | 7     | 8     | Posición | Puntos | Notas                |
| ---- | --------------------------- | ---------------------- | ----- | ----- | ------- | ----- | ----- | ----- | ----- | ----- | -------- | ------ | -------------------- |
| 2010 | Escudería Madrid Históricos | Ford Escort RS MK II   | ESP 1 | AVL 3 | CBR 3   |       |       |       |       |       | 1º       | 154    | [ 12 ] [ 13 ] [ 10 ] |
| 2011 | Escudería Madrid Históricos | Porsche 911 Carrera RS | ESP 2 | AVL 4 | GAL 2   | VPR 1 | CBR 3 |       |       |       | 3º       | 147    | [ 12 ] [ 13 ] [ 10 ] |
| 2012 | Escudería Madrid Históricos | Porsche 911 Carrera RS | RCH 1 | ESP 4 | TRA 1   | TAL 2 | VPR 2 | AVL 2 | GAL 2 | CBR 2 | 2º       |        | [ 12 ] [ 13 ] [ 10 ] |
| 2013 | Escudería Madrid Históricos | Lancia Rally 037       | ESP 5 |       |         |       |       |       |       |       |          |        | [ 12 ] [ 13 ] [ 10 ] |
| 2013 | Escudería Madrid Históricos | Ford Escort RS 1600    |       | RGC 9 |         |       |       |       |       |       |          |        | [ 12 ] [ 13 ] [ 10 ] |
| 2013 | Escudería Madrid Históricos | Porsche Carrera RS     |       |       | VPR Ret | AVL 4 | GAL   | CBR   |       |       |          |        | [ 12 ] [ 13 ] [ 10 ] |